# Guy Edwards
Guy Richard Goronwy Edwards (Macclesfield, Cheshire, Inglaterra; 30 de diciembre de 1942) es un expiloto de automovilismo británico. Participó en un total de 17 Grandes Premios de Fórmula 1 aunque sin obtener puntos. 

## Carrera
Edwards comenzó a competir en Fórmula 3 en 1968. En 1972 adquirió un McLaren para competir en Fórmula 5000.
Debutó en Fórmula 1 en 1974 en el Gran Premio de Argentina. Ese año fue piloto del equipo Embassy Hill hasta que un accidente en Fórmula 5000 lo privó de culminar la temporada. En 1976 participó en cinco eventos junto al Hesketh Racing y un año más tarde intentó por última vez ser parte de una carrera de Fórmula 1 con el equipo BRM. 
Edwards ayudó a rescatar a Niki Lauda de su Ferrari en llamas en el Gran Premio de Alemania en Nürburgring e 1976, junto con Arturo Merzario, Brett Lunger y Harald Ertl. Este acto le valió la Medalla de Gallardía de la Reina.
En 1979, Edwards compitió en la Fórmula 1 Británica con un Fittipaldi F5A del equipo RAM Racing, logrando una victoria. Al año siguiente lo hizo con un Arrows A1 del equipo C. W. Clowes Racing, alcanzando dos victorias y un tercer puesto en el campeonato. En 1989 compitió en el Campeonato Británico de Turismos.
En 1981 tomó el puesto de director comercial de la escudería March Engineering. Luego trabajó para el equipo de Tom Walkinshaw y para el Team Lotus, buscando y negociando acuerdos de patrocinio.

## Resultados

### Fórmula 1
(Clave) (negrita indica pole position) (cursiva indica vuelta rápida)

| Año     | Escudería                       | 1      | 2       | 3   | 4       | 5       | 6     | 7     | 8       | 9       | 10       | 11      | 12  | 13      | 14     | 15  | 16  | 17  | Pos. | Puntos |
| ------- | ------------------------------- | ------ | ------- | --- | ------- | ------- | ----- | ----- | ------- | ------- | -------- | ------- | --- | ------- | ------ | --- | --- | --- | ---- | ------ |
| 1974    | Embassy Racing With Graham Hill | ARG 11 | BRA Ret | RSA | ESP DNQ | BEL 12  | MON 8 | SWE 7 | NED Ret | FRA 15  | GBR DNS  | GER DNQ | AUT | ITA     | CAN    | USA |     |     | NC   | 0      |
| 1976    | Penthouse Rizla Racing          | BRA    | RSA     | USW | ESP     | BEL DNQ | MON   | SWE   | FRA 17  | GBR Ret | GER 15   | AUT DNP | NED | ITA DNS | CAN 20 | USA | JPN |     | NC   | 0      |
| 1977    | Rotary Watches Stanley-BRM      | ARG    | BRA     | RSA | USW     | ESP     | MON   | BEL   | SWE     | FRA     | GBR DNPQ | GER     | AUT | NED     | ITA    | USA | CAN | JPN | NC   | 0      |
| Fuente: |                                 |        |         |     |         |         |       |       |         |         |          |         |     |         |        |     |     |     |      |        |